# La Ronde (Charente Marítim)
La Ronde és un municipi francès situat al departament del Charente Marítim i a la regió de la Nova Aquitània. L'any 2007 tenia 873 habitants.

## Demografia

### Població
El 2007 la població de fet de La Ronde era de 873 persones. Hi havia 347 famílies de les quals 80 eren unipersonals (34 homes vivint sols i 46 dones vivint soles), 131 parelles sense fills, 122 parelles amb fills i 14 famílies monoparentals amb fills.
La població ha evolucionat segons el següent gràfic:
Habitants censats

### Habitatges
El 2007 hi havia 470 habitatges, 356 eren l'habitatge principal de la família, 72 eren segones residències i 42 estaven desocupats. 463 eren cases i 3 eren apartaments. Dels 356 habitatges principals, 283 estaven ocupats pels seus propietaris, 59 estaven llogats i ocupats pels llogaters i 14 estaven cedits a títol gratuït; 5 tenien una cambra, 18 en tenien dues, 55 en tenien tres, 105 en tenien quatre i 173 en tenien cinc o més. 266 habitatges disposaven pel capbaix d'una plaça de pàrquing. A 176 habitatges hi havia un automòbil i a 148 n'hi havia dos o més.

### Piràmide de població
La piràmide de població per edats i sexe el 2009 era:
| Homes | Edats   | Dones |
| ----- | ------- | ----- |
| 0     | 95 o +  | 0     |
| 0     | 90 a 94 | 0     |
| 4     | 85 a 89 | 8     |
| 8     | 80 a 84 | 20    |
| 20    | 75 a 79 | 24    |
| 24    | 70 a 74 | 32    |
| 32    | 65 a 69 | 36    |
| 8     | 60 a 64 | 8     |
| 8     | 55 a 59 | 12    |
| 16    | 50 a 54 | 24    |
| 28    | 45 a 49 | 20    |
| 36    | 40 a 44 | 36    |
| 28    | 35 a 39 | 16    |
| 16    | 30 a 34 | 24    |
| 24    | 25 a 29 | 20    |
| 4     | 20 a 24 | 8     |
| 32    | 15 a 19 | 16    |
| 24    | 10 a 14 | 24    |
| 16    | 5 a 9   | 20    |
| 20    | 0 a 4   | 8     |

## Economia
El 2007 la població en edat de treballar era de 510 persones, 367 eren actives i 143 eren inactives. De les 367 persones actives 326 estaven ocupades (183 homes i 143 dones) i 41 estaven aturades (18 homes i 23 dones). De les 143 persones inactives 55 estaven jubilades, 38 estaven estudiant i 50 estaven classificades com a «altres inactius».

### Ingressos
El 2009 a La Ronde hi havia 419 unitats fiscals que integraven 1.058 persones, la mediana anual d'ingressos fiscals per persona era de 15.176 €.

### Activitats econòmiques
Dels 49 establiments que hi havia el 2007, 2 eren d'empreses extractives, 3 d'empreses alimentàries, 1 d'una empresa de fabricació d'altres productes industrials, 14 d'empreses de construcció, 10 d'empreses de comerç i reparació d'automòbils, 3 d'empreses de transport, 2 d'empreses d'hostatgeria i restauració, 1 d'una empresa d'informació i comunicació, 2 d'empreses financeres, 1 d'una empresa immobiliària, 8 d'empreses de serveis, 1 d'una entitat de l'administració pública i 1 d'una empresa classificada com a «altres activitats de serveis».
Dels 18 establiments de servei als particulars que hi havia el 2009, 3 eren tallers de reparació d'automòbils i de material agrícola, 1 autoescola, 5 paletes, 1 guixaire pintor, 2 fusteries, 2 lampisteries, 1 electricista, 1 empresa de construcció, 1 perruqueria i 1 restaurant.
Dels 4 establiments comercials que hi havia el 2009, 2 eren fleques, 1 una carnisseria i 1 una floristeria.
L'any 2000 a La Ronde hi havia 27 explotacions agrícoles que ocupaven un total de 804 hectàrees.

## Equipaments sanitaris i escolars
L'únic equipament sanitari que hi havia el 2009 era una farmàcia.
El 2009 hi havia una escola elemental.

## Poblacions més properes
El següent diagrama mostra les poblacions més properes.